# Лешуковщина
Лешуко́вщина (рос. Лешуковщина) — присілок у складі Кічменгсько-Городецького району Вологодської області, Росія. Входить до складу Єнангського сільського поселення.

## Населення
Населення — 9 осіб (2010; 18 у 2002).
Національний склад (станом на 2002 рік):
- росіяни — 100 %